# Beach-volley aux Jeux africains de 2011
Navigation
2015
Les compétitions de beach-volley aux Jeux africains de 2011 ont lieu du 11 au 14 septembre 2011 à Maputo, au Mozambique.

## Médaillés
| Épreuves         | Or                                             | Argent                                          | Bronze                                 |
| ---------------- | ---------------------------------------------- | ----------------------------------------------- | -------------------------------------- |
| Tournoi masculin | Afrique du Sud Freedom Chiya Grant Goldschmidt | Angola Márcio Sequeira Eden Sequeira            | Ghana Ajamako Seidu Evans Tagoe        |
| Tournoi féminin  | Maurice Elodie Li Yuk Lo Natacha Rigobert      | Afrique du Sud Palesa Sekhenyana Randy Williams | Kenya Margaret Indilara Dorcas Ndasaba |

## Tableau des médailles
| Rang  | Nation         | Or | Argent | Bronze | Total |
| ----- | -------------- | -- | ------ | ------ | ----- |
| 1     | Afrique du Sud | 1  | 1      | 0      | 2     |
| 1     | Maurice        | 1  | 0      | 0      | 1     |
| 3     | Angola         | 0  | 1      | 0      | 0     |
| 4     | Ghana          | 0  | 0      | 1      | 1     |
| 4     | Kenya          | 0  | 0      | 1      | 1     |
| Total | Total          | 2  | 2      | 2      | 6     |